# Reciprokszabály
A matematikában a reciprokszabály egy gyors módszer arra, hogy egy függvény deriváltját kiszámíthassuk, melynek a reciproka differenciálható.
A reciprokszabály alkalmazásakor nem használjuk a hányadosszabályt vagy a láncszabályt.
A reciprokszabály azt állítja, hogy a {\displaystyle 1/g(x)} deriváltja:
{\displaystyle {\frac {d}{dx}}\left({\frac {1}{g(x)}}\right)={\frac {-g'(x)}{(g(x))^{2}}}}
ahol {\displaystyle g(x)\neq 0.}

## Bizonyítás

### Hányadosszabály felhasználásával
A reciprokszabály a hányadosszabályból származtatható, az {\displaystyle f(x)=1} számlálóval,
ekkor:
| {\displaystyle ={\frac {f'(x)g(x)-f(x)g'(x)}{(g(x))^{2}}}} |                                                                 |
|                                                            | {\displaystyle ={\frac {0\cdot g(x)-1\cdot g'(x)}{(g(x))^{2}}}} |
|                                                            | {\displaystyle ={\frac {-g'(x)}{(g(x))^{2}}}.}                  |

### Láncszabály felhasználásával
A láncszabály felhasználásával is levezethető a reciprokszabály, hasonlóan a hányadosszabálynál leírtakhoz.
Tekintsük {\displaystyle {\frac {1}{g(x)}}}-et, mely az {\displaystyle {\frac {1}{x}}} és a {\displaystyle g(x)} függvények kompozíciója.
Ebből már következik az eredmény, a láncszabály alkalmazásával.

## Példák
{\displaystyle 1/(x^{3}+4x)} deriváltja:
{\displaystyle {\frac {d}{dx}}\left({\frac {1}{x^{3}+4x}}\right)={\frac {-3x^{2}-4}{(x^{3}+4x)^{2}}}.}
{\displaystyle 1/\cos(x)} (ha {\displaystyle \cos x\not =0}) deriváltja:
{\displaystyle {\frac {d}{dx}}\left({\frac {1}{\cos(x)}}\right)={\frac {\sin(x)}{\cos ^{2}(x)}}={\frac {1}{\cos(x)}}{\frac {\sin(x)}{\cos(x)}}=\sec(x)\tan(x).}